# Freemake Video Converter
Der Freemake Video Converter ist ein kommerzielles Umwandlungsprogramm der Digital Wave Limited Company. Das Programm ist für die Umwandlung von Videos, Musik, DVDs und Blu-rays in neue Formate geeignet. Außerdem kann man mit dem Video Converter DVDs rippen und brennen, Diashows aus Fotos und Musikvisualisierungen erzeugen und Dateien auf YouTube hochladen.

## Fähigkeiten
Der Freemake Video Converter kann Videos aus über 200 Formaten und von mehr als 50 Videoportalen importieren und Container/Formate wie AVI, MP4, WMV, MKV, Flash, 3gp, DVD oder MP3 konvertieren. Das Programm erzeugt Videos für die problemlose Wiedergabe auf verschiedenen Multimediageräten, wie etwa auf dem iPod, dem iPhone, dem iPad, der Xbox, der PSP, dem Blackberry, auf Nokia, Samsung und Geräten mit dem Android-Betriebssystem. Ebenso ist es möglich, Videos, Fotos und Musik auf eine DVD oder auf eine Blu-ray Disc zu brennen. Ein eingebauter Player hilft bei der Videobearbeitung. Hiermit lassen sich Filme schneiden, drehen, spiegeln und mehrere Videos in eine längere Datei zusammenfügen. Bei der Konvertierung lassen sich die maximale Größe der Ausgabedatei, der verwendete Video- und Audio-Codec, die Auflösung, die Bildfrequenz, die Audio- und Video-Bitrate, die Anzahl der Audiokanäle und die Abtastrate frei wählen oder nach voreingestellten Profilen festlegen. Außerdem ermöglicht das Programm Diashows aus Fotos zu erstellen und mit einer passenden Musik zu hinterlegen. Alle Dateien lassen sich direkt aus der Software heraus zu YouTube hochladen.
Die Benutzeroberfläche vom Freemake Video Converter beruht auf der Windows Presentation Foundation Technologie. Von der Version 1.2.0 an unterstützt das Programm die CUDA-Technik von NVIDIA für die H.264-Verschlüsselung.
Von der Version 2.2.0 an wird auch DXVA-2.0-Hardwarebeschleunigung unterstützt. Von Version 3.0 an konvertiert das Programm Videos in drei für HTML5 nötige Formate WebM, OggTheora und H.264 und erzeugt automatisch einen Code fürs Einbetten.

## Kritik
Die FFmpeg-Entwickler werfen Freemake Video Converter vor, ihre Urheberrechte zu verletzen, indem FFmpeg-Derivate verbreitet werden, ohne die Regeln der GPL zu befolgen.

## Malware
Von Version 4 an wird möglicherweise Malware nachinstalliert, wenn man bei der Installation die Vereinbarungen nicht genau durchliest. Die entsprechenden Checkboxen sind ausgegraut, als wenn man sie nicht anklicken könnte, obwohl man die zusätzlichen Installationen damit abwählen kann.